# Marie, ne piši pesmi več
»Marie, ne piši pesmi več« je skladba skupine Hazard iz leta 1981. Avtor glasbe je Tadej Hrušovar, besedilo pa je napisal Dušan Velkaverh.

## Snemanje
Aranžirala sta jo Tadej Hrušovar in Dečo Žgur. Snemanje in miks sta potekala v Studiu Akademik, izdana na njihovem debitantskem singlu pri ZKP RTV Ljubljana in na B-strani še ena velika uspešnica »Vsak je sam«.

## Zasedba

### Produkcija
- Tadej Hrušovar – glasba, soaranžer
- Dušan Velkaverh – besedilo
- Braco Doblekar – producent, aranžma

### Studijska izvedba
- Dominik Trobentar – solo vokal, bas kitara
- Braco Doblekar – saksofon, konge, vokal
- Miro Čekeliš – bobni
- Dare Petrič – kitara
- Dani Gančev – klaviature, vokal

## Mala plošča
7" vinilka (1981)
- »Marie, ne piši pesmi več« (A-stran) – 3:05
- »Vsak je sam« (B-stran) – 3:40

## Jugovizija
Leta 1981 je bila skladba slovenska predstavnica na izboru za jugoslovansko predstavnico izbora pesmi Evrovizije - Jugoviziji, kjer je dosegla peto mesto.